# Glossario sulle curve matematiche
Questo glossario sulle curve matematiche  riporta termini e concetti che riguardano i luoghi geometrici unidimensionali di punti nel piano o nello spazio tridimensionale. Non vengono prese in considerazione curve immerse in spazi più astratti come iperspazi euclidei a 4 o più dimensioni, spazi in campo complesso, ecc.

I lemmi sono in ordine alfabetico, senza considerare l'espressione “curva”, “curva di”, “curva a”, ecc.; per esempio “Curva di Koch” va cercata sotto “Koch (curva di)”.

## A

### Algebrica (curva)
Curva che può essere descritta analiticamente tramite un polinomio; è detta anche curva polinomiale

### Aperta (curva)
Curva che ha gli estremi non coincidenti. Inverso di curva chiusa

### Arco
Parte di una curva differenziabile compresa fra due suoi punti, detti estremi dell'arco

Arcocosecantoide

### Arcocosecantoide
Curva che rappresenta la funzione trigonometrica inversa arcocosecante

Arcocosinusoide

### Arcocosinusoide
Curva che rappresenta la funzione trigonometrica inversa arcocoseno

Raffronto fra Arcocotangentoide e Arcotangentoide

### Arcocotangentoide
Curva che rappresenta la funzione trigonometrica inversa arcocotangente

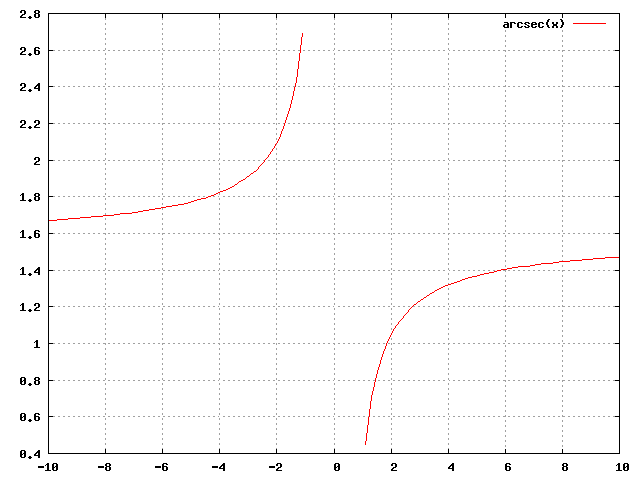
Arcosecantoide

### Arcosecantoide
Curva che rappresenta la funzione trigonometrica inversa arcosecante

Arcosinusoide

### Arcosinusoide
Curva che rappresenta la funzione trigonometrica inversa arcoseno

### Arcotangentoide
Curva che rappresenta la funzione trigonometrica inversa arcotangente

### Armonografo
Apparecchiatura meccanica munita di pendoli utilizzata per tracciare curve anche complesse, come per esempio le figure di Lissajous

### Asintoto
Retta, o, più in generale, curva (detta curva asintotica) che si avvicina indefinitamente ad una curva data senza mai toccarla. Si può anche dire che un asintoto ad una curva data è una sua tangente all'infinito

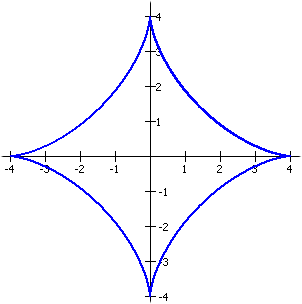
Astroide

### Astroide
Ipocicloide a quattro cuspidi. La figura richiama l'immagine di una stella che brilla da cui il nome. L'astroide viene anche chiamato tetracuspide, cubocicloide o paraciclo

## B

### Bézier (curva di)
Curva polinomiale che ha la caratteristica di essere "ben smussata" e quindi adatta per modellare oggetti reali tramite computer grafica. Si basa sui polinomi di Bernstein e su alcuni "punti di controllo" che definiscono l'area entro cui la curva deve rimanere contenuta.
Le curve di Bézier vengono classificate in base al loro grado, definito dal numero di punti di controllo che le governano

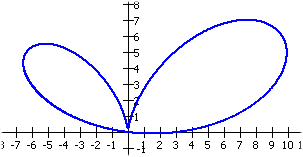
Bifoglio

### Bifoglio
Curva piana, razionale di 4° grado a forma di una doppia foglia o di "orecchie di coniglio". La sua equazione cartesiana implicita, che dipende da due parametri {\displaystyle a} e {\displaystyle b}, è {\displaystyle (x^{2}+y^{2})^{2}=(ax+by)x^{2}}

### Bipolare (curva)

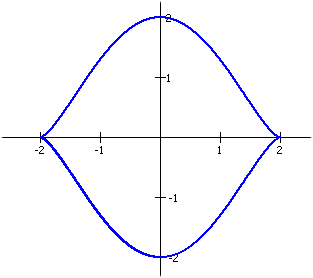
Curva a forma di bocca

Luogo bipolare

### Bocca (curva a forma di)
Curva piana, razionale di 6° grado con le sembianze di una bocca umana. Le sue equazioni parametriche sono {\displaystyle x=a\cos(t);\;y=a\sin ^{3}(t)}, mente l'equazione cartesiana è {\displaystyle a^{4}y^{2}=(a^{2}-x^{2})^{3}} dove {\displaystyle 2a} rappresenta la larghezza della “bocca”

### Bowditch (curve di)
Figura di Lissajous

### Brachistocrona
Curva che una massa puntiforme, soggetta solo al proprio peso, deve seguire per andare il più velocemente possibile da un punto A ad un punto B dello spazio (curva del tempo più corto). Caso particolare di cicloide che passa per i punti A e B

### B-spline
Spline realizzata congiungendo fra loro più curve di Bézier. Vedere Spline

## C

### Campana (curva a)

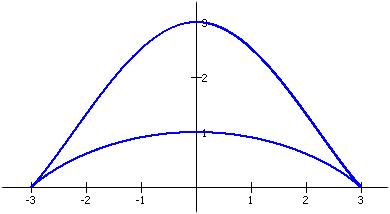
Bicorno

Gaussiana

### Cappello bicorno (curva a)
Curva piana, razionale di 4° grado, con un asse di simmetria e due cuspidi che le danno la forma di un bicorno (cappello a due punte). La sua formula cartesiana è {\displaystyle y^{2}(a^{2}-x^{2})=(x^{2}+2ay-a^{2})^{2}}, in cui il parametro {\displaystyle a} rappresenta l'altezza delle curva e la metà della sua larghezza

### Caratteristica (curva)
Curva determinata dall'equazione caratteristica di una matrice ottenuta ponendo a zero il suo polinomio caratteristico

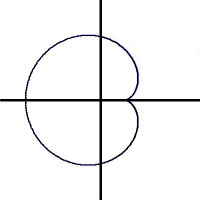
Cardioide

### Cardioide
Epicicloide con una sola cuspide. Curva che si può ottenere tracciando il percorso di un punto di una circonferenza che viene fatta rotolare, senza scivolare, intorno ad un'altra circonferenza di raggio uguale e mantenuta fissa. La cardioide è un caso particolare di limaçon

Esempi di catenaria

### Catenaria
Curva piana trascendente che rispecchia l'andamento di una fune omogenea, flessibile e non estendibile, vincolata agli estremi e libera di piegarsi sotto il proprio peso. L'aspetto è simile ad una parabola. L'equazione della catenaria è espressa matematicamente tramite la funzione coseno iperbolico

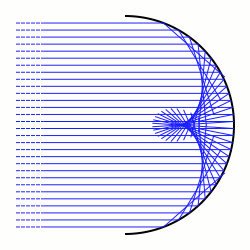
Caustica riflessiva generata da un cerchio e da raggi paralleli

### Caustica
In geometria differenziale e ottica geometrica, una caustica è l'inviluppo di raggi riflessi o rifratti da una varietà.
È legata al concetto di caustica in ottica. La sorgente del raggio può essere un punto (chiamato radiante) o raggi paralleli da un punto all'infinito, nel qual caso deve essere specificato un vettore di direzione dei raggi.

### Cerchio cubico
Oroptera (curva)

### Chiliagono
Poligono con 1.000 lati

### Chiralità
Una curva, o più genericamente un qualunque oggetto geometrico, è chirale  se non è possibile sovrapporla, tramite un movimento, alla sua immagine riflessa. In particolare i poligoni sono chirali solo se non hanno un asse di simmetria (per es. i triangoli scaleni)

### Chiusa (curva)
Curva i cui estremi coincidono. Inverso di curva aperta

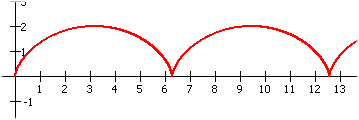
Cicloide

### Cicloide
Curva piana tracciata da un punto fisso su una circonferenza che rotola lungo una retta (come, per esempio, un punto sul bordo di una ruota di bicicletta in movimento). La cicloide appartenente alla categoria delle rullette. È caratterizzata dalla presenza di infinite cuspidi equidistanziate.
Se il punto fisso si trova non sul bordo della circonferenza, ma all'interno del cerchio, la curva prende il nome di cicloide prolata o allungata o stirata; viceversa se il punto si trova sul prolungamento esterno di un raggio solidale alla circonferenza (come un punto sul bordo di una ruota di un treno che corre sulle rotaie), prende il nome di cicloide curtata o nodata o accorciata che è caratterizzata dalla presenza di infiniti lobi equidistanti fra loro

### Cicloide sferica
Curva tridimensionale tracciata da un punto fisso di un cono di rivoluzione che rotola, senza strisciare, sopra un secondo cono di rivoluzione avente lo stesso vertice; il primo cono può rotolare sia sulla faccia concava, sia sulla quella convessa dell'altro cono

Circonferenza

### Circonferenza
Curva piana luogo dai punti equidistanti da un punto fisso detto centro. La distanza dei punti della circonferenza dal centro si chiama raggio.
Casi particolari di circonferenza:
- circonferenza di Apollonio: luogo dei punti del piano tali che il rapporto delle loro distanze da due punti fissati sia costante

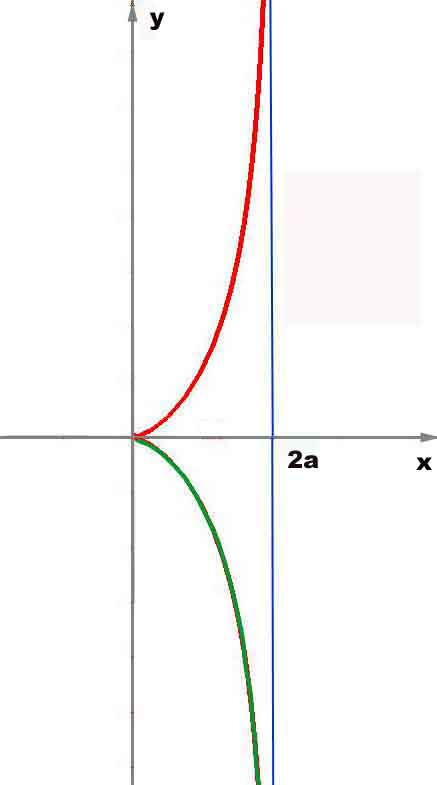
Cissoide di Diocle

### Cissoide
Qualunque curva costruita a partire da altre due curve C1 e C2 e da un punto O, detto polo. Prendere una retta che passa per il polo e interseca le due curve nei punti P1 e P2 e considerare il punto sulla retta distante dal polo quanto la lunghezza del segmento P1, P2. Facendo ruotare la retta attorno al polo, il luogo dei punti di questo tipo forma la cissoide
Casi notevoli di cissoidi sono:
- la Cissoide di Diocle generata da una circonferenza e da una retta. È una curva con una cuspide; è simmetrica rispetto all'unica tangente che passa per la cuspide e ha un unico asintoto perpendicolare all'asse di simmetria. Appartiene anche al genere delle rullette in quanto può essere generata da una parabola che rotola sopra ad un'altra parabola
- il folium di Cartesio generato da una ellisse e da una retta (entrambe con caratteristiche prefissate).

Clotoide

### Clotoide
Detta anche spirale di Cornu, è una curva trascendente a spirale. La sua curvatura in ogni singolo punto è proporzionale alla lunghezza dell´arco (più la curva si allontana dall'origine, più ruota). Da un punto di vista cinematico, la clotoide è tale che, se percorsa a velocità costante, la curvatura varia proporzionalmente al tempo. Viene utilizzata per realizzare raccordi dolci fra rettilinei e curve circolari in ingegneria stradale e ferroviaria

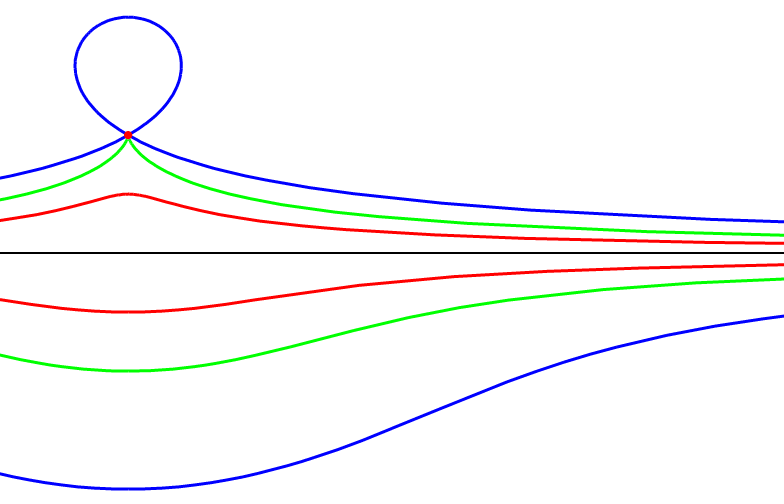
Concoidi di Nicomede

### Concoide
Qualunque curva costruita partendo da un'altra curva e da un punto O (non appartenente alla curva), detto polo, e da una retta che passa per il polo e interseca la curva in un punto P. Scelta una distanza a piacere (che funge da parametro costante per tutta la costruzione), si considerino i punti sulla retta equidistanti dal punto P. Facendo ruotare la retta attorno a P, il luogo di tutti i punti di questo tipo forma la concoide che è costituita da due rami (ramo esterno e ramo interno). Se, in particolare, la curva generatrice è una retta, allora la concoide assume il nome di concoide di Nicomede

### Conica
Curva algebrica piana di 2° grado. Espressione utilizzata per individuare una generica curva ottenuta intersecando la superficie di un cono circolare retto con un piano. A seconda dell'inclinazione del piano si possono ottenere una circonferenza, una ellisse, una parabola o una iperbole

Cosecantoide

### Cosecantoide
Curva che rappresenta la funzione trigonometrica cosecante

Cosinusoide

### Cosinusoide
Curva che rappresenta la funzione trigonometrica coseno

Cotangentoide

### Cotangentoide
Curva che rappresenta la funzione trigonometrica cotangente

### Cubica (curva)
Qualunque curva piana algebrica esprimibile tramite una equazione di terzo grado

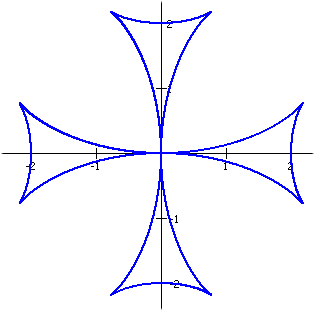
(Doppia) Croce di Malta

### Croce di Malta
Curva algebrica di 8° grado che assomiglia al ramo orizzontale della croce di Malta. È espressa dall'equazione cartesiana {\displaystyle (x^{2}+y^{2})^{3}=a^{2}x^{2}(x^{2}+20y^{2})-8a^{2}y^{2}(y^{2}+2a^{2})} (il ramo verticale della croce si ottiene scambiando {\displaystyle x} con {\displaystyle y})

### Cubocicloide

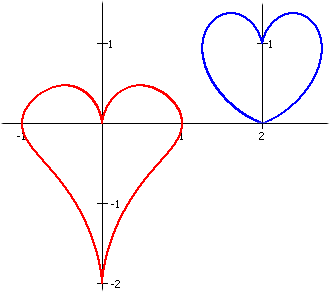
Curve di Laporte (rosso) e Boddorf (blu)

Astroide

### Cuore (curve a forma di)
Curve piane a forma di cuore. Oltre alla cardioide si ricordano:
- la curva di Raphaël Laporte che rappresenta un cuore "concavo" e molto appuntito. Ha equazione parametrica {\displaystyle x=\sin ^{3}(t);\;y=\cos(t)-\cos ^{4}(t)}
- la curva di Dwight Boddorf che rappresenta un cuore "convesso" e panciuto. Ha equazione polare {\displaystyle \rho =|\tan(\theta )|^{1/|tan(\theta )|}}

### Curva
Varietà unidimensionale immersa in uno spazio multidimensionale, ovvero una curva è la mappatura di uno spazio unidimensionale in uno spazio multidimensionale. Rientrano in questa definizione anche curve che esulano dalla immaginazione e quindi da una loro possibile rappresentazione grafica, come curve in un iperspazio euclideo a 4 o più dimensioni, curve nel piano complesso, ecc.
Normalmente però, quando si pensa ad una curva la si pensa come luogo unidimensionale di punti in uno spazio euclideo a due o tre dimensioni

### Curvatura
La nozione di curvatura è alla base della geometria differenziale. Intuitivamente la curvatura è la misura di quanto una curva si discosti dalla linea retta (considerazioni analoghe valgono per le superfici rispetto al piano). Più precisamente, la curvatura misura  la rapidità di variazione dell'inclinazione della tangente a una curva rispetto alla lunghezza di un arco; la variazione per unità di lunghezza misurata quando la lunghezza tende a zero Se la concavità della curva e rivolta verso l'alto la curvatura è positiva, altrimenti è negativa.
La curvatura può essere:
- estrinseca misurabile confrontando le caratteristiche della curva rispetto allo spazio che la contiene. Viene definita tramite il cerchio osculatore che è tangente alla curva e la approssima fino al secondo ordine: se la curva è "quasi diritta" il cerchio osculatore ha raggio molto grande e la curvatura è molto piccola; viceversa curvature grandi corrispondono a curve "molto pronunciate". La circonferenza ha curvatura costante;
- intrinseca determinabile utilizzando solo operazioni eseguite su elementi dell'oggetto medesimo

### Cuspide
Punto in cui si incontrano due rami di una curva che hanno la stessa tangente. Una cuspide si dice di:
- prima specie se i due rami sono situati dalle parti opposte della tangente comune,
- seconda specie se invece sono situati dalla stessa parte

## D

### Decagono
Poligono con 10 lati

### Decorativa (curva)
Qualunque curva che riproduce la forma di oggetti reali. Sono esempi di curve decorative quelle a forma di pesce, goccia d'acqua, bocca, croce di Malta, trifoglio, quadrifoglio, cuore, uovo, nodo di papillon, farfalla, svastica, Yin e Yang, mulino a vento, ecc. Spesso queste curve sono attenute imponendo valori particolari ai parametri costruttivi di curve più generali

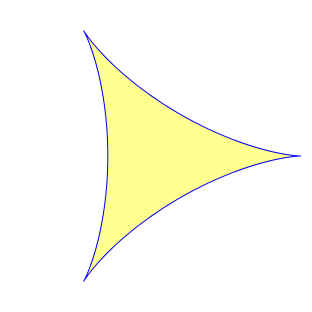
Deltoide

### Deltoide
Ipocicloide con tre cuspidi

### Dente di sega (onda a)
Così detta per la sua forma simile ai denti di una sega.

Curva a dente di sega

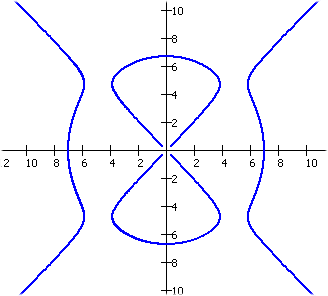
Curva del diavolo

### Diavolo (curva del)
Curva piana, algebrica di 4° grado di equazione cartesiana {\displaystyle y^{4}-by^{2}=x^{4}-ax^{2}} così chiamata perché, scegliendo opportunamente i valori dei parametri {\displaystyle a} e {\displaystyle b} si ottiene una figura che ricorda un antico gioco detto diabolo.
La curva prende il nome anche di motore elettrico perché può assumere anche le sembianze del rocchetto rotante di un motore elettrico

### Differenziabile (curva)
Curva differenziabile in ogni suo punto, ovvero dotata di tangente (unica) in ogni punto. È detta anche curva regolare

### Differenziabile a tratti (curva)
Curva che, in un numero finito di punti, forma degli angoli in cui non è differenziabile, mentre rimane differenziabile in tutti gli altri punti. È detta anche  curva regolare a tratti. I poligoni ne sono un tipico esempio

### Direttrice
Curva utilizzata per la costruzione geometrica di altre curve e superfici. La forma della curva direttrice varia a seconda di quello che si intende costruire: per esempio la direttrice per la costruzione delle coniche è una retta, quella per la costruzione di un cilindro è una circonferenza, ecc.

### Dissezione di un poligono
Divisione del poligono in un numero finito di parti e loro ricomposizione in un altro poligono, di uguale area

### Dodecagono
Poligono con 12 lati

### Doicosagono

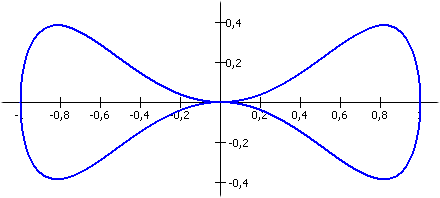
Doppia goccia d'acqua o manubrio

Poligono con 22 lati

### Doppia goccia d'acqua
Detta anche dumbbell o manubrio per la sua somiglianza col manubrio che si adopera nelle palestre, è una curva piana, algebrica di 6° grado di equazione cartesiana {\displaystyle b^{4}y^{2}=a^{2}x^{4}-x^{6}}

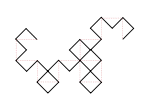
Curva del dragone: 5º iterazione

### Dragone (curva del)
Tipo di curva frattale che deve il suo nome alla somiglianza con un drago. Partendo da una curva (connessa) costituita da due segmenti uguali e perpendicolari, si sostituisce ognuno di essi con due segmenti fra loro perpendicolari che formino con l'originale un triangolo rettangolo isoscele, costruito alternativamente a destra o a sinistra del segmento originale; si itera poi il procedimento tante volte quante si vuole

### Dumbbell
Doppia goccia d'acqua

## E

### Eccentricità
Parametro, espresso da un numero positivo e associato ad ogni curva conica, che fornisce una misura di quanto la curva si discosta dalla circonferenza. In particolare l'eccentricità è zero per le circonferenze, minore di 1 per le ellissi, esattamente uguale ad 1 per le parabole, e maggiore di 1 per le iperboli

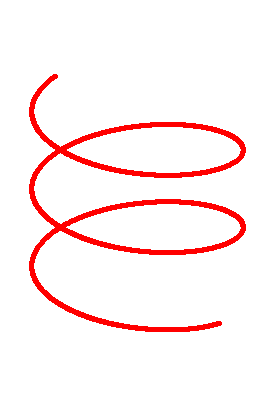
Elica

### Elica
Curva tridimensionale costruita avvolgendo, con inclinazione costante, una linea attorno ad un cilindro circolare retto. L'inclinazione della linea determina il passo dell'elica (distanza fra due punti che giacciono sulla stessa verticale). L'elica si dice destrogira o levogira a seconda che il passo sia positivo o negativo

Ellisse

### Ellisse
Curva conica chiusa, con eccentricità strettamente compresa strettamente tra 0 ed 1, che si presenta come una circonferenza allungata . Geometricamente è il luogo dei punti per cui la somma delle distanze da due punti fissati, detti fuochi, è costante

### Ellittica (curva)
Curva algebrica nello spazio proiettivo esprimibile tramite un'equazione della forma {\displaystyle y^{2}=x^{3}+ax+b}

### Endecagono
Poligono con 11 lati

### Endeicosagono
Poligono con 21 lati

### Ennacontagono
Poligono con 90 lati

### Ennadecagono
Poligono con 19 lati

### Ennagono

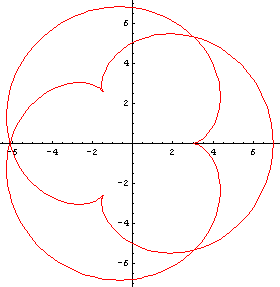
Epicicloide a tre cuspidi

Poligono con 9 lati

### Epicicloide
Curva piana generata da un punto di una circonferenza che rotola senza strisciare sulla parte esterna di un'altra circonferenza. Appartiene alla categoria delle rullette, ed è un caso particolare dell'epitrocoide

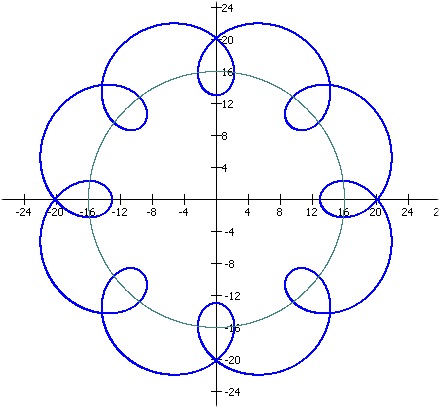
Epitrocoide a otto lobi

### Epitrocoide
Curva piana generata da un punto fissato ad un cerchio (posto ad una distanza qualunque dal suo centro) che rotola, senza strisciare, all'esterno di un altro cerchio. Appartiene alla categoria delle rullette. La epicicloide è un caso particolare di epitrocoide in cui il punto preso in considerazione giace sul bordo del cerchio

### Eptadecagono
Poligono con 17 lati

### Equazione di una curva
Equazione che descrive analiticamente una curva e ne definisce il luogo dei punti. In base al sistema di coordinate adottato, l'equazione prende nomi differenti:
- Equazione cartesiana se riferita ad un sistema di coordinate cartesiane. L'equazione può essere:
  - esplicita se scritta nella forma {\displaystyle y=f(x)} (curve piane) o {\displaystyle y=f_{1}(x),\ z=f_{2}(x)} (curve tridimensionali);
  - implicita  se scritta nella forma {\displaystyle f(x,y)=0} (curve piane) o {\displaystyle f_{1}(x,y,z)=0,\ f_{2}(x,y,z)} (curve tridimensionali intese come intersezione di due superfici)
  - parametrica se le coordinate dei punti della curva sono espresse in funzione di uno o più parametri ({\displaystyle x=f(t);\ y=g(t)} per le curve piane)
- Equazione polare se riferita ad un sistema di coordinate polari (esplicita {\displaystyle \rho =f(\theta )}, oppure implicita {\displaystyle f(\rho ,\theta )=0}, oppure parametrica {\displaystyle \rho =f(t);\ \theta =g(t)})

### Errori (curva degli)
Gaussiana

### Esacontagono
Poligono con 60 lati

### Esadecagono
Poligono con 16 lati

### Esagono
Poligono con 6 lati

### Esaicosagono
Poligono con 26 lati

### Ettacontagono
Poligono con 70 lati

### Ettagono
Poligono con 7 lati

### Evoluta
L'evoluta di una curva piana è un'altra curva piana generata dai centri di curvatura della curva stessa. Viceversa, la prima curva prende il nome di evolvente della seconda.

### Evolvente
Vedere Evoluta. In particolare l'evolvente del cerchio è la curva generata dal punto di contatto fra una retta e una circonferenza quando la prima rotola senza strisciare sulla seconda

## F

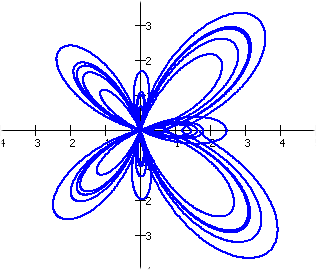
Curva a forma di farfalla

### Farfalla (curva a forma di)
Curva piana a forma di farfalla. La sua equazione polare è {\displaystyle \rho =e^{\cos(t)}-2\cos(4t)+\sin ^{5}(t/12)}. Facendo variare {\displaystyle \theta } per multipli di {\displaystyle 2\pi }, si ottengono le "striature" delle ali della farfalla

Esempio di figura di Lissajous

### Figura di Lissajous
Famiglia di curve utilizzate per rappresentare moti oscillatori. Esse sono descritte mediante equazioni parametriche trigonometriche

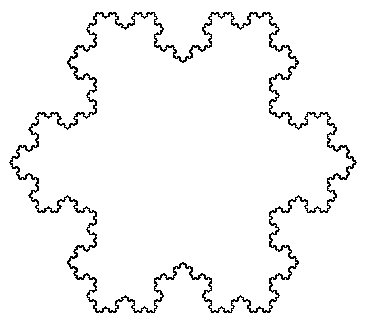
Fiocco di neve

### Fiocco di neve
Curva frattale con la forma di un fiocco di neve. Si ottiene costruendo tre curve di Koch sui lati di un triangolo equilatero.
Un'altra curva che ricorda il fiocco di neve è quella costruita alla frontiera dell'isola di Gosper, spazio riempito dalla curva di Gosper (ottenuta partendo da un esagono regolare)

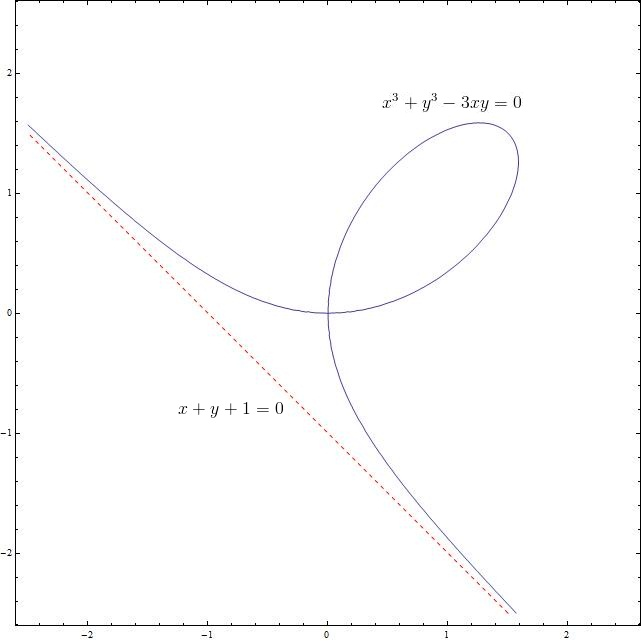
Folium di Cartesio

### Folium di Cartesio
Curva piana, algebrica, cubica, con equazione cartesiana {\displaystyle x^{3}+y^{3}-3axy=0} con un nodo e un “occhiello” che assomiglia vagamente ad una foglia. Caso particolare di Tridente di Newton

### Folium Simple
Vedere Ovale di Keplero

### Frattale (curva)
Una curva si dice frattale quando è autosimile, ovvero la struttura della curva è indipendente dalla scala con cui la si osserva. Questo significa che ingrandendo con una lente una porzione della curva, quest'ultima apparirà tanto ricca di particolari quanto la curva intera, e lo stesso fenomeno si riprodurrà ingrandendo ulteriormente un numero infinito di volte. Le curve frattali si ottengono come limite di una successione infinita di curve, ognuna delle quali viene ottenuta dalla precedente con una semplice legge di sostituzione di una sua parte con altre parti. Per esempio si può iniziare con un segmento (curva iniziale), quindi dividerlo in tre parti uguali e sostituire la parte centrale con due segmenti di lunghezza uguale a quella del segmento sostituito (prima trasformazione), quindi procedere nello stesso modo per ognuno dei quattro segmenti della nuova curva (seconda trasformazione), e così via, all'infinito.
Le curve frattali hanno due caratteristiche fondamentali:
- sono funzioni continue, ma non derivabili in alcun punto (quindi non ammettono tangenti)
- presi due punti qualunque della curva, la lunghezza della porzione di curva contenuta fra di essi è infinita

### Fuoco
Particolare punto utilizzato per la costruzione di curve coniche. In particolare il fuoco di una circonferenza è il suo centro, l'ellisse ha due fuochi e la parabola viene costruita tramite il fuoco e una retta direttrice

## G

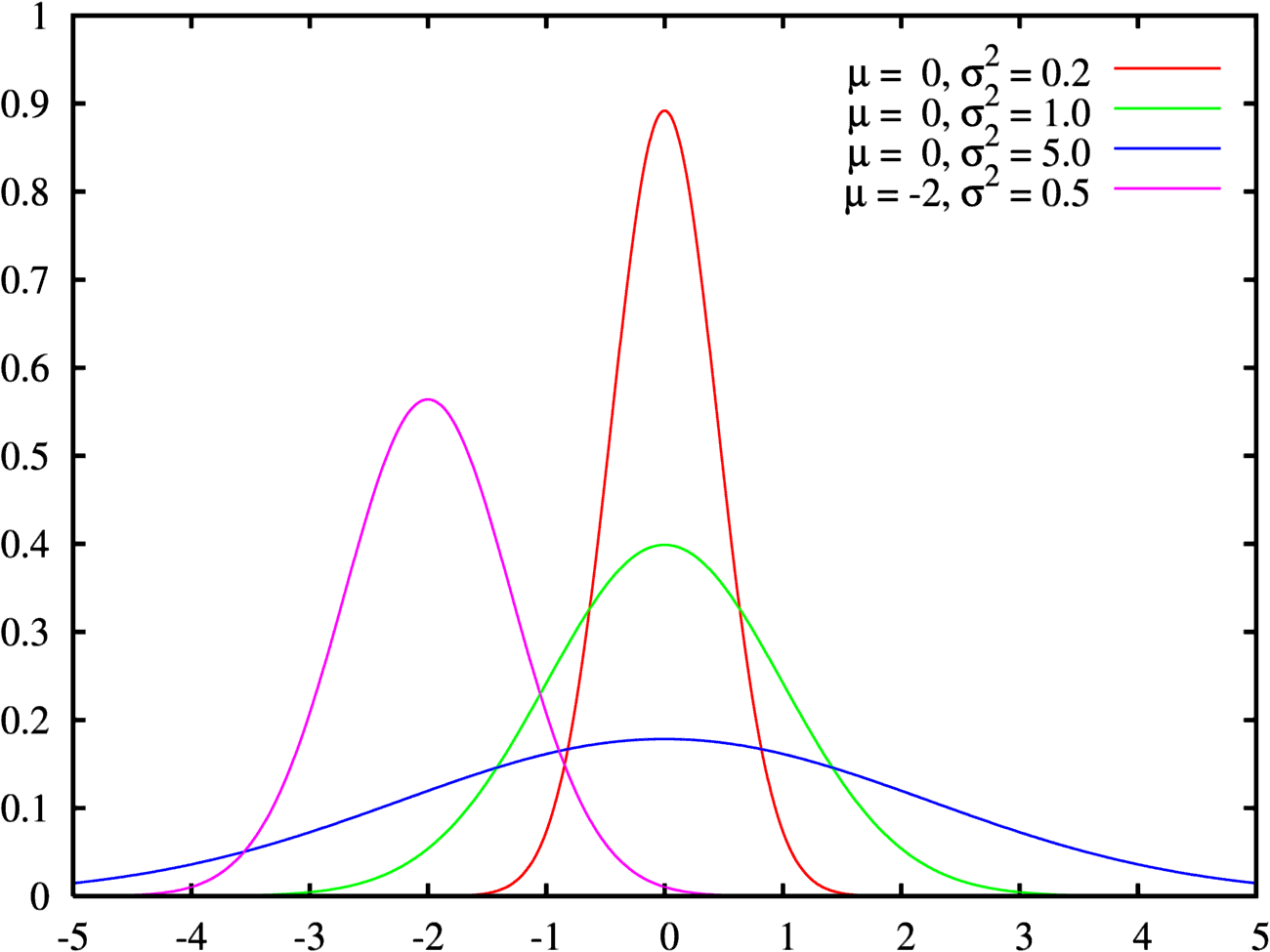
Gaussiana

### Gaussiana
Detta anche Curva di Gauss, Curva degli errori, Curva a campana, rappresenta la funzione di densità di probabilità per una distribuzione normale di una variabile casuale continua

### Goccia d'acqua

Quarta iterazione della costruzione Curva di Gosper

Quartica piriforme

### Gosper (curva di)
Curva di Peano, frattale. Viene ottenuta come curva limite di una successione di linee spezzate, partendo da un segmento che viene, ad ogni iterazione, piegato più volte in diverse direzioni. Lo spazio delimitato dalla curva di Gosper non è un rettangolo, ma un insieme frattale chiamato isola di Gosper che assomiglia ad un ingranaggio, o meglio ad un fioco di neve

### Grado di una curva algebrica
Grado dell'equazione algebrica, ovvero del polinomio utilizzato per descrivere la curva. Le curve di 2º grado sono dette coniche, quelle di 3º grado cubiche, quelle di 4º grado quartiche, quelle di 5º grado quintiche, quelle di 6º grado sestiche

### Grafico di una funzione
Data una funzione {\displaystyle y=f(x)}, il luogo dei punti {\displaystyle (x,y)} che la soddisfa, prende il nome di grafico della funzione {\displaystyle f} in quanto può essere rappresentato graficamente utilizzando un opportuno sistema di coordinate. Se la funzione {\displaystyle f} agisce sui numeri reali, il suo grafico è una curva

### Gutschoven (curva di)
Kappa (curva)

## H

### Hilbert (curva di)
Esempio di curva di Peano che ricopre interamente un quadrato. Viene ottenuta come curva limite di una successione di linee spezzate. Il primo elemento della successione della curva di Hilbert si ottiene dividendo il quadrato da ricoprire in quattro quadrati uguali e congiungendo i loro centri con una spezzata. Ogni elemento successivo della successione si ottiene dividendo ulteriormente in quattro quadrati uguali ogni quadrato costruito nel passo precedente e tracciando una spezzata che ne congiunga tutti i centri

## I

### Icosagono
Poligono con 20 lati

### Indifferenza (curva di)
Utilizzata in microeconomia, è la curva che collega tutti i punti che hanno lo stesso livello di utilità.

### Intrecciata (curva)
Curva che si sovrappone a sé stessa almeno in un punto (quindi ha almeno un punto multiplo), come, per esempio, una curva a forma di otto. Curva non semplice,

### Inviluppo (curva)
Una curva inviluppo di una famiglia data di curve è la curva tangente ad ogni curva della famiglia

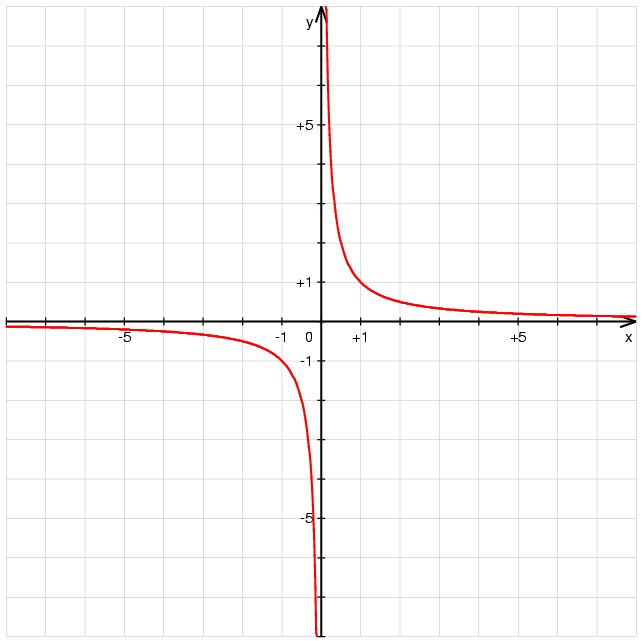
Iperbole

### Iperbole
Conica costituita da due rami disgiunti. Ha due fuochi ed è definita come il luogo dei punti del piano cartesiano in cui è costante il valore assoluto della differenza delle distanze dai fuochi

### Iperellisse

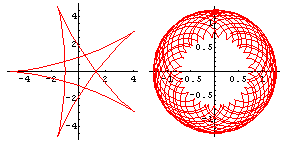
Due ipocicloidi, una con 5
Cuspidi, l'altra con un numero infinito di cuspidi

Caso particolare di superellisse

### Ipocicloide
Curva generata da un punto su una circonferenza che rotola, senza strisciare, all'interno di un'altra circonferenza di raggio maggiore. Appartiene alla categoria delle rullette. Caso particolare di ipotrocoide

### Ipocicloide di Steiner
Deltoide

### Ipoellisse

Ipotrocoide (in rosso)

Caso particolare di superellisse

### Ipotrocoide
Curva appartenente alla categoria delle rullette, generata da un punto fissato ad un cerchio che rotola all'interno di una circonferenza di raggio maggiore. In particolare, se il punto rotante giace sulla circonferenza, la curva prende il nome di ipocicloide

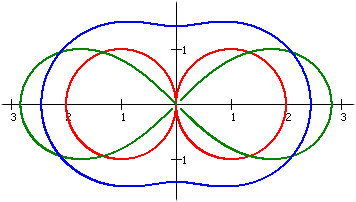
Esempi di ippopede

### Ippopede
Curva algebrica quartica con equazione polare {\displaystyle \rho ^{2}=4b(a-b\sin ^{2}\theta )\,}. È una sezione spirica in cui il piano secante è tangente alla parte interna del toro. Il nome letteralmente significa piede di cavallo

### Isometrica (curva)
Curva di livello

## J

### Jordan (curva di)
Qualunque curva piana, chiusa, non intrecciata che soddisfa il teorema di Jordan, ovvero che divida il piano i due parti, una interna e l'altra esterna

## K

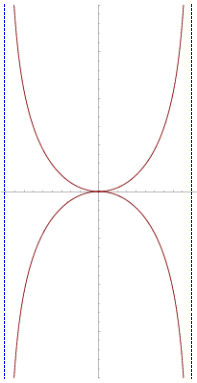
Curva kappa

### Kappa (curva)
Detta anche curva di Gutschoven, è una quartica piana che assomiglia alla lettera greca κ (kappa). Soddisfa l'equazione cartesiana {\displaystyle x^{4}+x^{2}y^{2}\,=\,a^{2}y^{2}}

### Kochanek-Bartels (curva di)
Detta anche Spline di Kochanek-Bartels, vedere Spline

Curva di Koch

### Koch (curva di)
Curva frattale definita come il limite di una successione di curve costruite in modo ricorsivo: partendo da un segmento, si costruisce il secondo elemento della successione dividendolo in tre parti uguali e sostituendo la parte centrale con due segmenti identici; si itera poi ripetendo questo procedimento per ogni nuovo segmento. La curva di Kock, come tutte le curve frattali, è continua ma non derivabile in alcun punto. Costruendo curve di Koch sui lati di un triangolo equilatero, si ottiene una curva a fiocco di neve

## L

### Lemniscata
Qualunque curva piana a forma di otto rovesciato. Vale la pena ricordare la:

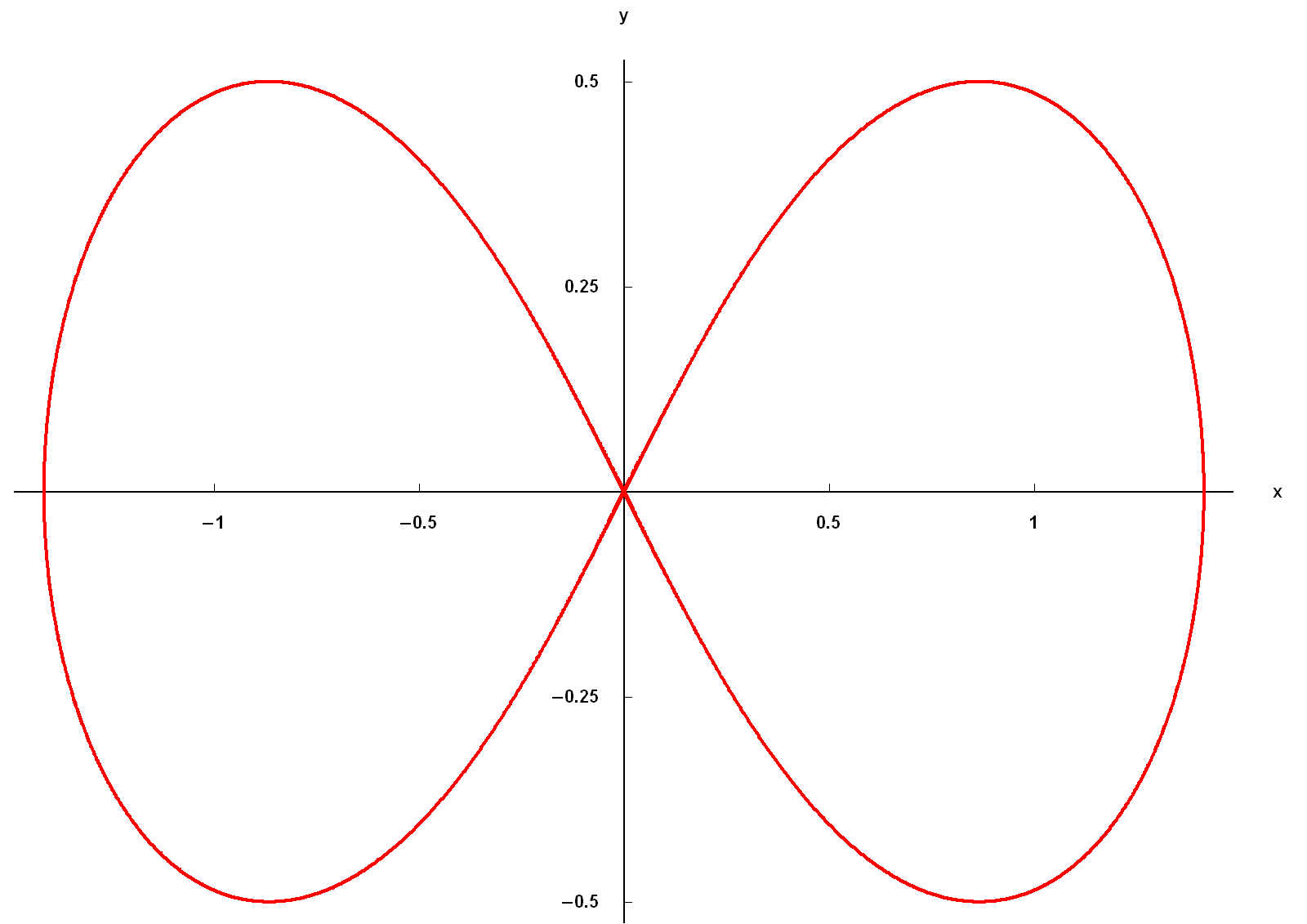
Lemniscata di Bernoulli

- Lemniscata di Bernoulli, curva algebrica quartica di equazione {\displaystyle (x^{2}+y^{2})^{2}=2a^{2}(x^{2}-y^{2})}

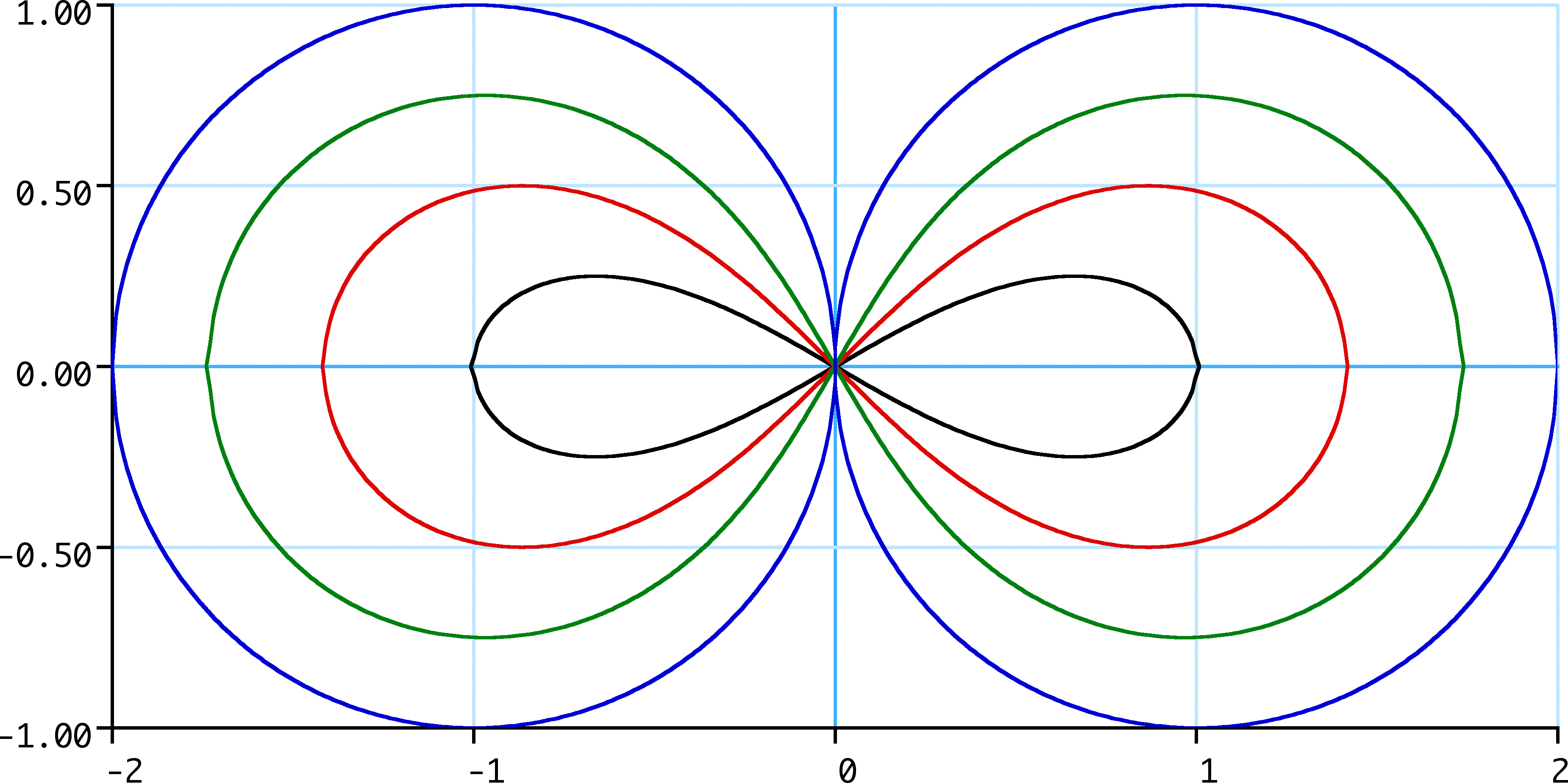
Esempi di Lemniscata di Booth

- Lemniscata di Booth, detta anche ippopede di Proclo, curva algebrica quartica di equazione {\displaystyle (x^{2}+y^{2})^{2}+4y^{2}=4c(x^{2}+y^{2})\;}

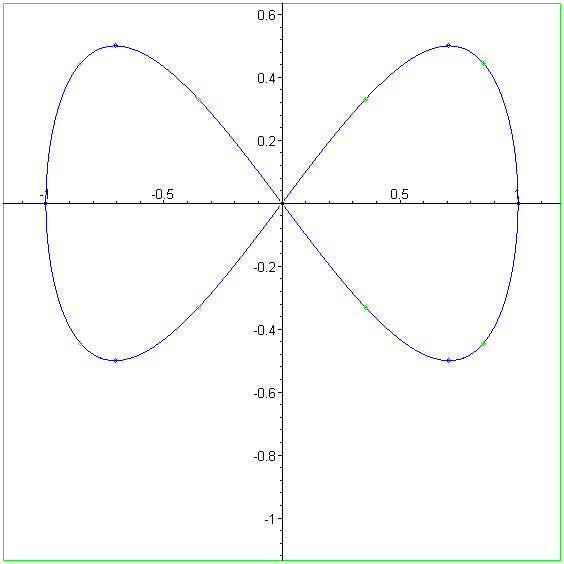
Lemniscata di Gerono

- Lemniscata di Gerono curva algebrica quartica di equazione {\displaystyle x^{4}-x^{2}+y^{2}=0.\;}

### Limaçon
Lumaca di Pascal

### Linea spezzata
Insieme ordinato di segmenti consecutivi (il punto finale del precedente coincide col punto iniziale del successivo), ma non giacenti sulla stessa retta e non necessariamente giacenti sullo stesso piano. Una linea spezzata chiusa prende il nome di poligonale

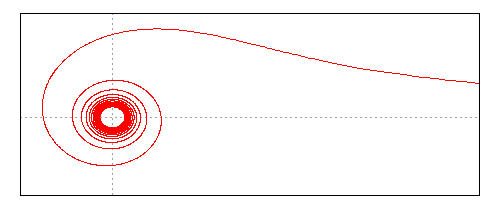
Lituo

### Lituo
Particolare spirale di Archimede in cui, se espressa in coordinate polari, l'angolo {\displaystyle \theta } è inversamente proporzionale al quadrato del raggio {\displaystyle \rho } .

### Livello (curva di)
Una curva di livello di una funzione in due variabili è una curva lungo la quale la funzione assume sempre lo stesso valore. Generalmente si rappresentano alcune fra le infinite curve di livello di una funzione tramite la loro proiezione su un unico piano, generando così un grafico facilmente analizzabile per lo studio del comportamento della funzione stessa.
Le curve di livello (chiamate anche curve isometriche) assumono nomi diversi a seconda della tipologia di funzione che rappresentano; vale la pena ricordare le tipologie più comuni:
- curve di indifferenza se si riferiscono al livello di utilità di un insieme di beni in microeconomia
- isobare se si riferiscono alla pressione in termodinamica o alla pressione atmosferica in meteorologia
- isobate o linee batimetriche se rappresentano la profondità marina in cartografia nautica
- isocline se si riferiscono alla pendenza in cartografia
- isocosto se si riferiscono al costo di produzione in microeconomia
- isocrone se si riferiscono al tempo, per rappresentare, in astronomia, il diagramma delle stelle che hanno la stessa età
- isoiete sono curve chiuse che indicano aree interessate dalla stessa quantità di precipitazioni
- isoipse se rappresentano la quota in cartografia (spesso per curve di livello si intendono proprio le isoipse)
- isolux se si riferiscono all'illuminamento di una superficie in illuminotecnica
- isoterme se si riferiscono alla temperatura in meteorologia o in termodinamica
- linee equipotenziali se si riferiscono al potenziale magnetico, o elettrico, o gravitazionale ecc.
- isoprofitto se si riferiscono al profitto in economia

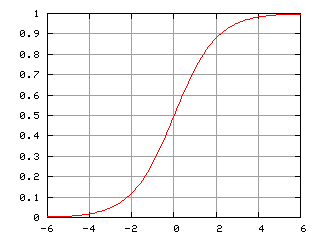
Curva logistica

### Logistica (curva)
Curva a forma di S (prende anche il nome di Curva ad S) che descrive la crescita di alcuni tipi di popolazioni: all'inizio la crescita è molto elevata, poi rallenta, diventando quasi nulla

### Logociclica (curva)
Strofoide retta. Vedere Strofoide

### Lossodromia (sfera o di una superficie di rivoluzione)
sono le linee curve che tagliano i meridiani della superficie (o della sfera, se si parla della lossodromia della sfera) secondo uno stesso angolo.

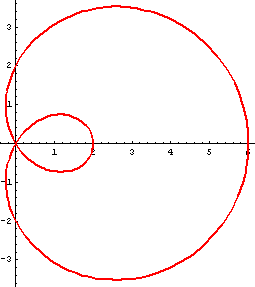
Lumaca di Pascal

### Lumaca di Pascal
Curva piana, algebrica, quartica dalla forma simile al guscio di una lumaca. In coordinate cartesiane ha equazione {\displaystyle (x^{2}+y^{2}-bx)^{2}=a^{2}(x^{2}+y^{2})}

### Luogo bipolare
Luogo geometrico (in particolare una curva) la cui costruzione viene eseguita a partire da due punti fissi (detti fuochi). Fanno parte di questa categoria l'ellisse, l'ovale di Cassini, la lemniscata di Bernoulli, ecc.

## M

### Maglia
In un sistema di coordinate curvilinee, è il quadrangolo, con i lati curvi, delimitato da quattro linee del sistema

### Manubrio (curva a)
Doppia goccia d'acqua

### Miriagono
Poligono con 10.000 lati

### Motore elettrico (curva del)
Caso particolare di curva del diavolo

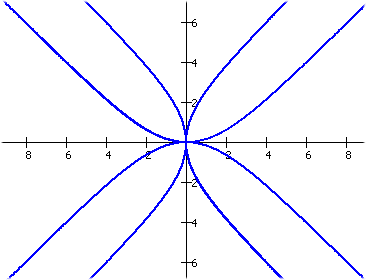
Mulino a vento

### Mulino a vento (curva a)
Curva che assomiglia alle pale di un mulino a vento. Caso particolare di curva nodale con coefficiente n=2, ha equazione polare {\displaystyle \rho =a\cot(2\theta )}

## N

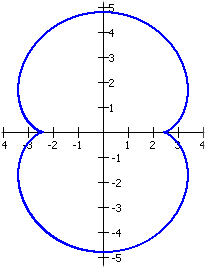
Nefroide

### Nefroide
La nefroide è una particolare epicicloide a due cuspidi che ha la forma di un rene.Ha equazioni parametriche {\displaystyle x=a(3\cos(t)-\cos(3t));\;y=a(3\sin(t)-\sin(3t))}. Appartiene alla categoria delle rullette

### Nello spazio (curva)
Curva tridimensionale, ovvero che non giace su un unico piano

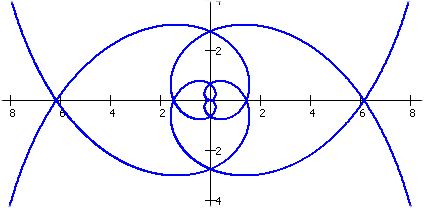
Esempio di curva nodale con n=1/5

### Nodale (curva)
Una qualunque curva con equazione polare parametrica {\displaystyle \rho =a\tan(n\theta )} caratterizzate dall'essere formate da un ramo di base (infinito) e varie ripetizioni dello stesso ruotati successivamente dello stesso angolo. Il parametro {\displaystyle a} determina la larghezza del ramo di base, e il parametro {\displaystyle n} (che deve essere maggiore di zero), determina l'angolo di rotazione dei rami stessi. Casi particolari:
- per n=1/2 si ottiene lo strofoide,
- per n=1 si ottiene la curva K,
- per n=2 si ottiene il mulino a vento

### Nodo
- In geometria un nodo è un punto doppio con tangenti distinte
- In topologia, un nodo è una curva semplice, chiusa, nello spazio tridimensionale che non si autointerseca mai. È quindi la trasposizione matematica del nodo di corda.

Curva NURBS con i punti di controllo

### NURBS
Acronimo di Non Uniform Rational B-Splines (B-Splines razionali non uniformi), sono una generalizzazione delle curve B-Spline e delle curve di Bézier. Sono utilizzate nella computer grafica per rappresentare curve e superfici

## O

### Ogiva
Gaussiana

### Omeomerica (curva)
Una curva è omeomerica se esiste una trasformazione rigida che trasforma la curva in sé stessa, trasportando un punto prescelto in un altro punto prescelto. Esempi: circonferenza, elica cilindrica

### Oroptera (curva)
Curva tridimensionale ottenuta dall'intersezione di un paraboloide iperbolico equilatero e di un cilindro di rivoluzione con asse sul piano orizzontale parallelo all'asse y e passante per l'origine. È chiamata anche cerchio cubico

### Ottacontagono
Poligono con 80 lati

### Ottadecagono
Poligono con 18 lati

### Ottagono
Poligono con 8 lati

### Ovale
Qualunque curva piana e chiusa che ricordi la forma di un'ellisse o la forma di un uovo.
In particolare sono notevoli le seguenti curve:

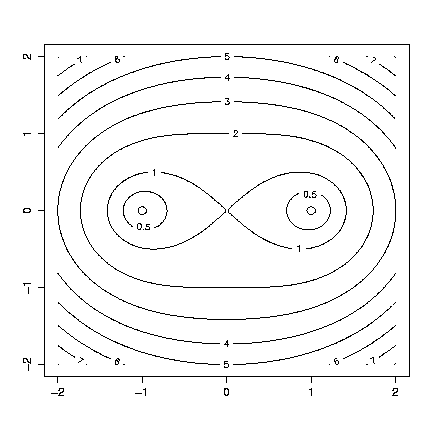
Ovali di Cassini

- Ovale di Cassini: è una curva bipolare definita come il luogo dei punti del piano per cui è costante il prodotto della loro distanza da due punti prefissati (detti fuochi)
- Ovale di Cartesio: curva bipolare quartica definita come il luogo dei punti per i quali la somma delle distanze da due punti prefissati (detti fuochi), ognuna moltiplicata per un diverso coefficiente, è costante. Se entrambi i coefficienti moltiplicativi sono uguali ad 1, si ottiene una ellisse.

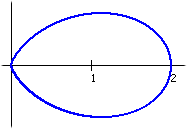
Uovo di Keplero

- Ovale di Keplero: quartica algebrica di equazione {\displaystyle (x^{2}+y^{2})^{2}=ax^{3}}

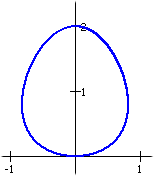
Uovo di Granville

- Uovo di Granville: quartica algebrica di equazione {\displaystyle x^{2}y^{2}=a^{2}(x-(b-r))(b+r-x)} costruita a partire da una circonferenza di raggio {\displaystyle r}
- Uovo di Hügelschäffer: trasformata di Newton di due circonferenze non concentriche.

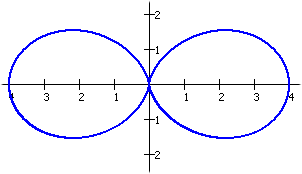
Doppio uovo

- Doppio uovo:sestica razionale a forma di due uova che si toccano sul vertice. Ha equazione cartesiana {\displaystyle (x^{2}-y^{2})^{3}=a^{2}x^{4}}.

## P

### Parallelogramma
Quadrilatero con i lati a due a due paralleli

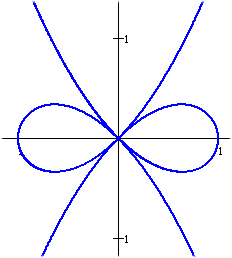
Nodo di papillon

### Papillon (curva a)
Curva algebrica di 8º grado con la forma di un nodo di papillon. Ha equazione cartesiana {\displaystyle x^{4}(x^{2}+y^{2})=(x^{2}-y^{2})^{2}}

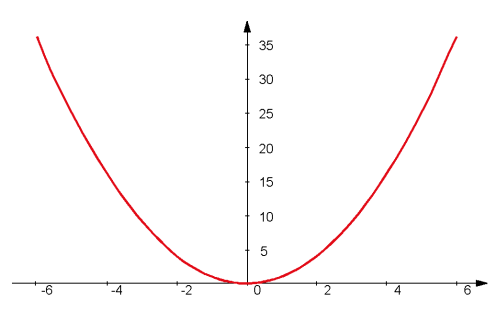
Parabola

### Parabola
Conica definita come il luogo dei punti equidistanti da una retta (direttrice) e da un punto (fuoco) non appartenente alla retta

### Paraciclo
Astroide

### Peano (curve di)
Classe di curve piane, continue, che ricoprono interamente una porzione di piano (per esempio, un quadrato). Si ottengono come limite di una successone di curve continue. La curva di Hilbert, la curva di Gosper e la curva di Sierpinski sono esempi di curve di Peano

### Pentacontagono
Poligono con 50 lati

### Pentadecagono
Poligono con 15 lati

### Pentagono
Poligono con 5 lati

### Pentaicosagono

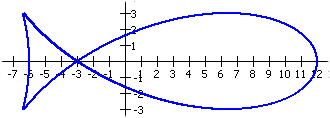
Curva a forma di pesce

Poligono con 25 lati

### Pesce (curva a forma di)
Curva piana algebrica di 4° grado con la forma di un pesce. È definita tramite l'equazione cartesiana {\displaystyle (x^{2}-y^{2}+a^{2}(1-k^{2}/2))^{2}=(a^{2}-y^{2})(2x+k^{2}a/2)^{2}} con i parametri {\displaystyle a} e {\displaystyle k} opportunamente scelti

### Piana (curva)
Curva che giace completamente su un piano

### Podaria
La podaria di una curva rispetto ad un punto {\displaystyle P} detto polo è il luogo delle proiezioni di {\displaystyle P} sulle tangenti alla curva. La curva originaria è detta anche antipodaria

### Polare (curva)
Curva che può essere espressa tramite un sistema di coordinate polari. Curva generata attraverso un punto fisso detto polo

### Polare reciproca (curva)
Due curve tali che il polare di ogni punto di una di esse sia tangente all'altra.
Si dicono polo e polare, di una conica rispettivamente un punto (il polo della retta) e la retta (il polare del punto) che costituiscono il luogo dei punti di intersezione delle tangenti a una conica data nei due punti nei quali una secante passante per il polo taglia la conica (questi sono i coniugati armonici del polo rispetto alla secante). Analiticamenle l'equazione del polare si ottiene sostituendo nell'equazione generale di una tangente alla conica le coordinate del punto di contatto con le coordinare del polo dato. Quando il punto è situato esternamente alla conica in modo che è possibile tracciare due tangenti da questo alla conica, il polare è la secante passante per i punti di contatto corrispondenti

### Poligonale
Linea spezzata chiusa, cioè col primo estremo del primo segmento coincidente col secondo estremo dell'ultimo. Non necessariamente la poligonale giace su un piano

### Poligono
Poligonale piana, ovvero spezzata chiusa che giace interamente sullo stesso piano. I poligoni si possono suddividere in:
- Poligono equiangolo – Poligono con tutti gli angoli uguali
- Poligono equilatero – Poligono con tutti i lati della stessa lunghezza
- Poligono regolare – Poligono contemporaneamente equilatero ed equiangolo
- Poligono convesso – Poligono non intrecciato i cui angoli sono tutti inferiori ad un angolo piatto
- Poligono concavo – Poligono non intrecciato non convesso (con almeno un angolo superiore ad un angolo piatto)
- Poligono stellato – Poligono intrecciato avente forma di stella
- Poligono intrecciato – Poligono in cui almeno due fra i suoi lati si intersecano fra loro

### Punto
Entità adimensionale spaziale; può essere considerato semplicemente come una posizione. Una curva (più in generale, qualunque figura geometrica) è un insieme di punti.
In una curva di equazione {\displaystyle f(x,y)=0}, si distinguono varie tipologie di punto:
- punto semplice: un punto in cui la curva sia continua, derivabile e abbia il gradiente non nullo. Nelle curve non patologiche essi costituiscono la stragrande maggioranza dei punti. In un punto semplice una curva ha una sola tangente che non la attraversa;
- punto multiplo : punto non semplice, cioè punto in cui entrambe le derivate parziali della funzione {\displaystyle f(x,y)=0} della curva si annullano. Per determinare la molteplicità del punto bisogna contare quante volte una retta passante per quel punto interseca la curva in quel punto (numero delle soluzioni coincidenti del sistema di equazioni della curva e della retta). Un punto di molteplicità 2 è detto punto doppio, di molteplicità 3 triplo, ecc.;
- punto multiplo ordinario : punto multiplo in cui tutte le tangenti alla curva sono distinte;
- nodo: punto doppio con tangenti distinte (quindi doppio ordinario);
- cuspide: punto doppio con tangenti coincidenti;
- punto ordinario o regolare: punto semplice in cui la tangente ha esattamente un contatto di ordine 1;
- punto singolare: punto non ordinario, come, per esempio, un punto multiplo;
- punto angoloso: punto in cui esistono entrambe le derivate destra e sinistra, ma non sono coincidenti
- punto di flesso: punto semplice in cui la tangente ha un contatto di ordine almeno 2 (si chiama punto di flesso ordinario se il contatto è esattamente di ordine 2). La tangente alla curva in un punto di flesso si chiama tangente d'inflessione

## Q

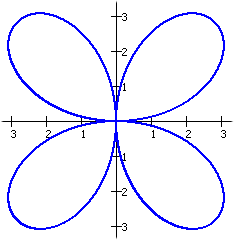
Quadrifoglio

### Quadrifoglio (curva a forma di)
Caso particolare di rodonea a quattro petali, è una curva a forma di quadrifoglio la cui equazione cartesiana di 6° grado è {\displaystyle (x^{2}+y^{2})^{3}=4a^{2}x^{2}y^{2}}.
Altre tipologie di curve a forma di quadrifoglio possono essere ottenute dalle formule generali descritte per le curve a forma di trifoglio (trifoglio di Brocard e trifoglio di Habenicht) imponendo {\displaystyle n=4}

### Quadrilatero
Poligono con 4 lati. Un quadrilatero regolare si chiama quadrato

### Quadrato
Quadrilatero regolare, ovvero con tutti i lati della stessa lunghezza e tutti gli angoli fra loro uguali

### Quartica (curva)

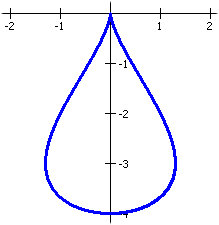
Quartica piriforme o “goccia d'acqua”

Curva algebrica piana di 4° grado

### Quartica piriforme
Quartica di equazione {\displaystyle b^{2}y^{2}=x^{3}(a-x)} che assume la forma di pera o di goccia d'acqua

### Quintica (curva)
Curva algebrica piana di 5° grado

## R

### Razionale (curva)
Curva che può essere espressa mediante equazioni parametriche del tipo: {\displaystyle x={\frac {P_{x}(t)}{Q(t)}};\ y={\frac {P_{y}(t)}{Q(t)}}} cioè mediante un rapporto fra polinomi

### Regolare (curva)
Curva differenziabile

### Regolare a tratti (curva)
Curva differenziabile a tratti

### Retta
Curva aperta con curvatura nulla in ogni punto. È un ente geometrico primitivo con una sola dimensione

### Rettangolo
Quadrilatero con tutti gli angoli retti

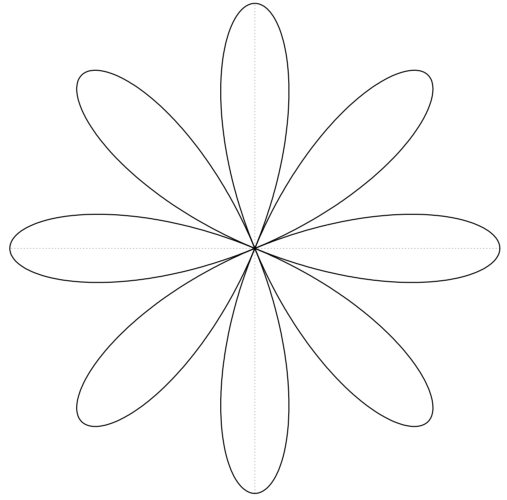
Rodonea a 8 petali.

### Rodonea
Curva algebrica o trascendente il cui grafico è caratterizzato da una serie di avvolgimenti attorno ad un punto centrale. Tali avvolgimenti possono produrre figure a forma di rosone, o di petali di un fiore, da cui il nome.
La rodonea si può considerare un caso particolare di ipocicloide.

### Rombo
Quadrilatero con tutti i lati della stessa lunghezza e a due a due paralleli

### Rulletta
Curva descritta da un punto (chiamato polo o generatore) solidale con una data curva che rotola senza strisciare su una seconda curva che rimane fissa. È la generalizzazione delle cicloidi, epicicloidi, ipocicloidi, ipotrocoidi in cui la curva che rotola è una circonferenza

## S

### S (curva ad)
Curva Logistica

### Secante
In geometria la secante di una curva è una retta che interseca la curva in due o più dei suoi punti

Secantoide

### Secantoide
Curva che rappresenta la funzione trigonometrica secante

### Semplice (curva)
Curva che non si sovrappone mai a sé stessa (non ha punti multipli), ovvero curva la cui la funzione è iniettiva nei punti interni. Una curva non semplice prende il nome di curva intrecciata

### Sestica (curva)
Curva algebrica piana di 6° grado

### Sezione conica
Conica

### Sezione spirica
Caso particolare di sezione torica: le sezioni spiriche sono sezioni toriche in cui il piano che interseca il toro è parallelo all'asse di simmetria rotazionale di quest'ultimo

### Sezione torica
Intersezione di un piano con un toro

### Sferica (curva)
Curva che giace su una superficie sferica

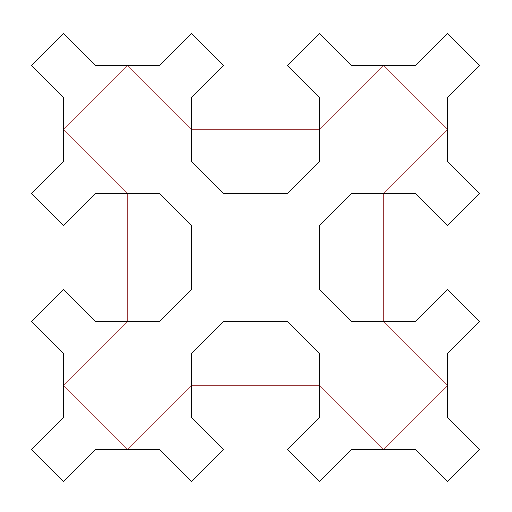
Secondo elemento della successione per la costruzione della curva di Sierpinski

### Sierpinski (curva di)
Esempio di curva di Peano che riempie completamente un quadrato. Viene ottenuta come limite di una successione di spezzate chiuse

### Sigmoide

Sinusoide

Caso particolare di curva logistica

### Sinusoide
Curva che rappresenta la funzione trigonometrica seno

### Spezzata
Linea spezzata

### Spirale
Curva polare che si avvolge in spire attorno ad un determinato punto centrale (polo), allontanandosi progressivamente da esso. Si conoscono diverse tipologie di spirale che differiscono sulla legge di costruzione delle spire:

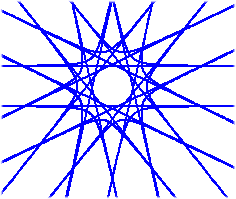
Esempio di epispirale

- Epispirali famiglia di curve, non propriamente a spirale, che possono essere considerate le inverse delle rodonee; infatti hanno equazione polare {\displaystyle \rho ={\frac {a}{\cos n\theta }}} dove {\displaystyle n} è il numero di rami  della curva

Spirale di Archimede
- Spirale archimedea o spirale di Archimede in cui la distanza fra le spire è costante
- Spirale di Cornu o Clotoide o Spirale di Eulero in cui la curvatura aumenta mano a mano che ci si allontana del polo

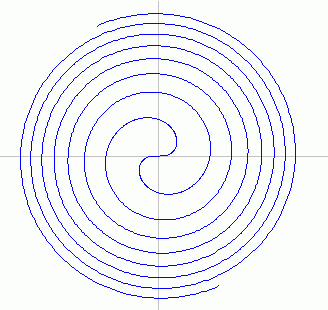
Spirale di Fermat
- Spirale di Fermat o Spirale parabolica: è un tipo di spirale archimedea in cui due rami della spirale si avvolgono su sé stessi

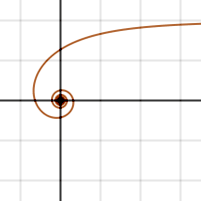
Spirale iperbolica

- Spirale iperbolica o Spirale reciproca: è una curva trascendente che può essere considerata l'inversa della spirale archimedea

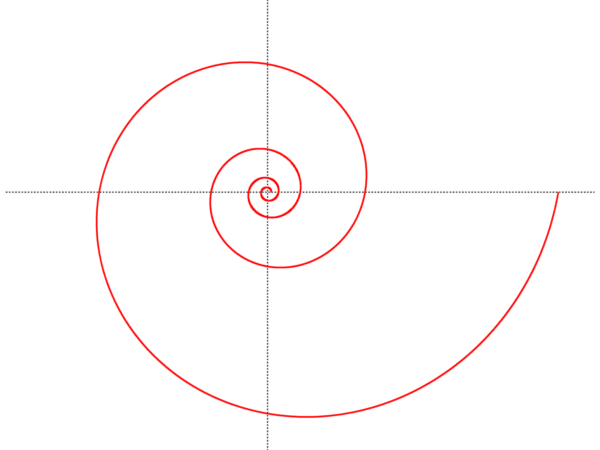
Spirale logaritmica

- Spirale logaritmica o Spirale equiangolare o Spirale di crescita in cui la distanza fra le spire aumenta in modo esponenziale
- Spirale sferica: conosciuta anche con il nome clelia, si definisce come la traiettoria di un punto P che si muove a velocità costante su un meridiano della sfera, che a sua volta quest'ultimo ruota sull'asse polare. La spirale sferica passa per i poli. Sulla sfera, l'elica sferica, spirale sferica e lossodromia della sfera sono tre curve differenti.

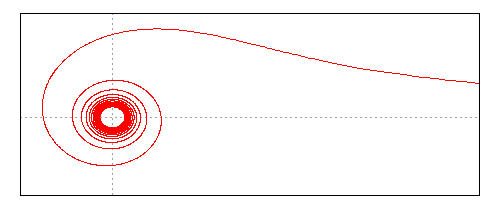
Lituo
- Lituo è una particolare spirale di Archimede in cui, se espressa in coordinate polari, l'angolo è inversamente proporzionale al quadrato del raggio.

### Spirica di Perseo
Sezione spirica

### Spirograph
Strumento per la produzione di epicicloidi e ipotrocoidi

### Spline
Curva composita, costruita congiungendo, con continuità e differenziabilità, tratti di curve polinomiali, in modo da interpolare un insieme di punti (nodi della spline) in un'unica curva continua e differenziabile, almeno fino alla derivata seconda. Spline è ormai diventato sinonimo di curva polinomiale a tratti.
Vale la pena ricordare i seguenti tipi di curve spline:
- B-spline: realizzate congiungendo fra loro più curve di Bézier
- NURBS: b-splines razionali definite come rapporto di curve polinomiali
- Spine cubica di Hermite o Cspline in cui ogni polinomio che forma la spline è un polinomio di Hermite di terzo grado
- Spline di Kochanek-Bartels o curva di Kochanek-Bartels è una Spline cubica di Hermite in cui sono definiti tre parametri detti tension, bias e continuity che definiscono il cambio di forma delle tangenti

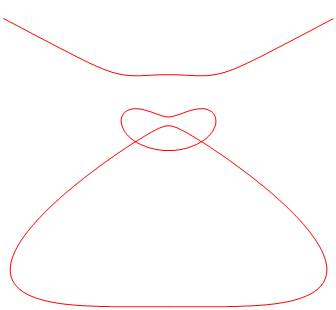
Staffa

### Staffa
Curva algebrica di 5° grado che ricorda la forma di una staffa. Ha equazione cartesiana {\displaystyle (x^{2}-1)^{2}=y^{2}(y-1)(y-2)(y+5)}

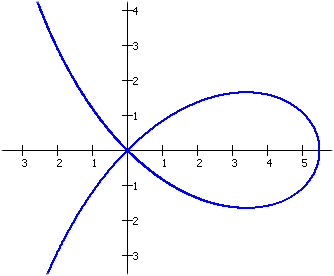
Strofoide retta

### Strofoide
Curva algebrica di 3° grado. È il luogo dei punti d'incontro generato da una circonferenza di centro {\displaystyle C} e passante per un punto fisso {\displaystyle O}, con la retta che congiunge il centro della circonferenza con un altro punto fisso{\displaystyle A}, posto al di fuori della circonferenza stessa, quando il centro della circonferenza percorre tutta la retta {\displaystyle r} passante per {\displaystyle C} e per {\displaystyle O}. Se il segmento che congiunge i punti fissi {\displaystyle O} ed {\displaystyle A} è perpendicolare alla retta {\displaystyle r}, la curva prende il nome specifico di strofoide retta, altrimenti di strofoide obliqua

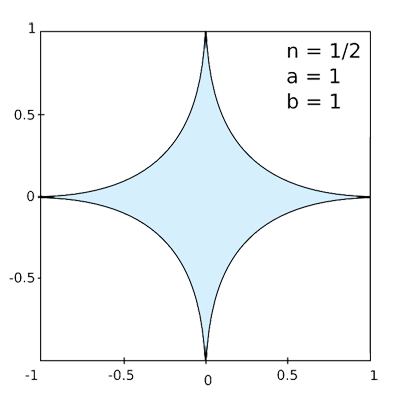
Ipoellisse con a = b = 1 e n = 1/2

### Superellisse
Curva la cui equazione cartesiana è, in un certo senso, la generalizzazione di quella dell'ellisse: le superellissi sono infatti descritte da equazioni tipo;
{\displaystyle \left|{\frac {x}{a}}\right|^{n}\!+\left|{\frac {y}{b}}\right|^{n}\!=1},
con {\displaystyle n,\,a,\,b} reali positivi (l'ellisse si ottiene imponendo n = 2). Le superellissi si specializzano in ipoellissi se {\displaystyle n<2} e in iperellissi se {\displaystyle n>2}

### Supershape
Famiglia di curve ottenute generalizzando le curve circolari facenti uso delle funzioni trigonometriche in coordinate polari

### Supporto di una curva
Immagine della parametrizzazione di una curva

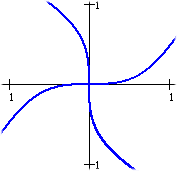
Svastica

### Svastica
Curva algebrica di 4° grado la cui parte centrale assomiglia ad una svastica. Ha equazione cartesiana {\displaystyle 2xy=x^{4}-y^{4}} ed equazione polare {\displaystyle \rho ^{2}=\tan(2\theta )}

## T

### Tangente
In geometria la tangente ad una curva in un punto è, intuitivamente, una retta che tocca la curva in un punto, ma non la attraversa nelle sue immediate vicinanze. Più precisamente, presa una retta secante alla curva, la si fa ruotare attorno ad uno dei punti di intersezione in modo che l'altro punto di intersezione si avvicini ad esso: quando i due punti di intersezione coincidono, quella particolare secante diventa la tangente alla curva in quel punto. La tangente è intimamente legata al concetto di derivata

Tangentoide

### Tangentoide
Curva che rappresenta la funzione trigonometrica tangente

### Tetracuspide
Astroide

### Tetracontagono
Poligono con 40 lati

### Tetradecagono
Poligono con 14 lati

### Tetraicosagono
Poligono con 24 lati

### Trapezio
Quadrilatero con due lati fra loro paralleli

### Trascendente (curva)
Curva che non può essere descritta tramite polinomi algebrici, ma necessita di almeno una funzione trascendente. Curva che non è algebrica

### Trasformata di Newton

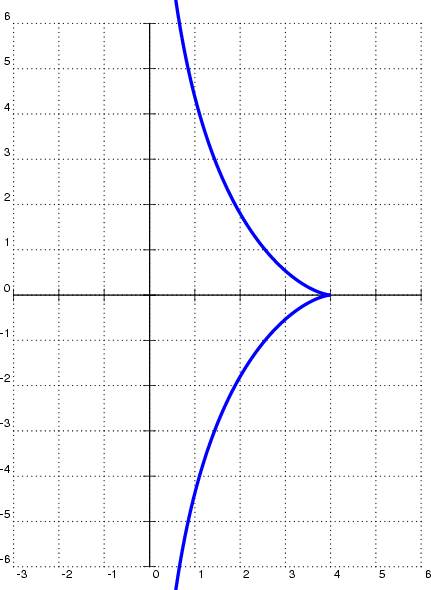
Trattrice

Data una coppia di curve {\displaystyle \Gamma _{1}} e {\displaystyle \Gamma _{2}} ed un sistema di assi cartesiani {\displaystyle O_{x,y}}, si consideri una retta passante per l'origine che interseca le due curve rispettivamente in {\displaystyle P} e {\displaystyle Q}. Sia {\displaystyle M} l'intersezione della parallela all'asse {\displaystyle x} passante per {\displaystyle P} e della parallela all'asse {\displaystyle y} passante per {\displaystyle Q}. Il luogo geometrico di tali punti, costruito facendo ruotare la retta passante per il centro si chiama trasformata di Newton di {\displaystyle \Gamma _{1}} e {\displaystyle \Gamma _{2}} rispetto ad {\displaystyle O_{x,y}}.

### Trattrice
Curva tale che il segmento di tangente in un suo punto, compreso tra il punto stesso e una retta fissa, rimane costante

### Triacontagono
Poligono con 30 lati

### Triaicosagono
Poligono con 23 lati

### Triangolo
Poligono con 3 lati. Un triangolo equilatero è anche regolare

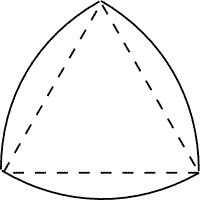
Triangolo di Reuleaux

### Triangolo di Reuleaux
Curva convessa ad ampiezza costante basata sul triangolo equilatero: tutti i punti del contorno sono equidistanti dal vertice opposto

Triangolo di Sierpinski

### Triangolo di Sierpinski
Esempio di Curva frattale

### Tridecagono

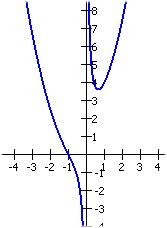
Tridente di Newton con a=b=c=d=1

Poligono con 13 lati

### Tridente di Newton
Qualunque cubica razionale esprimibile con una equazione cartesiana della forma: {\displaystyle xy=ax^{3}+bx^{2}+cx+d}. Il Folium di Cartesio è un caso particolare di tridente di Newton

### Tridimensionale (curva)
Curva non contenuta interamente in un piano, ma estesa nello spazio tridimensionale

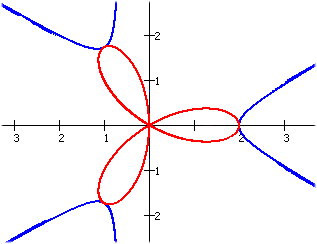
Trifoglio equilatero (in blu) e trifoglio regolare (in rosso)

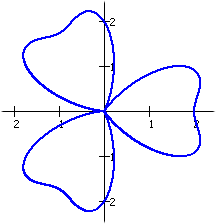
Trifoglio di Habenicht

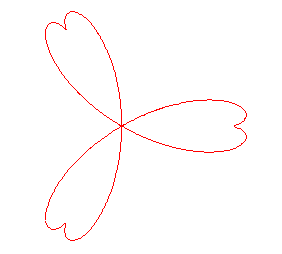
Trifoglio di Brocard

### Trifoglio (curve a forma di)
Curve a forma di trifoglio. In genere sono ottenute imponendo parametri particolari in famiglie più generali di curve. Vale la pena ricordare:
- Trifoglio equilatero: caso particolare di epispirale a tre bracci (in cui si impone {\displaystyle n=3})
- Trifoglio regolare: rodonea a tre petali. È la curva inversa della precedente
- Trifoglio di Habenicht: caso particolare della curva di equazione polare {\displaystyle \rho =1+\cos n\theta +\sin ^{2}n\theta } con {\displaystyle n=3}
- Trifoglio di Brocard: caso particolare della curva di equazione {\displaystyle (\rho ^{2}-3\rho \cos n\theta +2)^{2}=\rho ^{2}-4\rho \cos n\theta +4} con {\displaystyle n=3}

### Trisettrice di Longchamps
Trifoglio equilatero

### Trocoide
Altro nome, più generale, della cicloide: il punto generatore non deve stare necessariamente sul bordo del cerchio rotolante, ma può essere interno o esterno, purché rigidamente collegato ad esso. Comprende quindi la cicloide allungata e quella accorciata

## U

### Uovo (curve a forma di)
Vedere ovale

## V

Versiera

### Versiera di Agnesi
Curva cubica con forma a campana, simile alla gaussiana

## Y

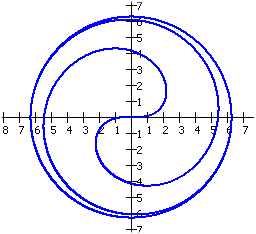
Curva della Yin e dello Yang

### Yin e Yang (curva dello)
Curva che ripete il simbolo cinese dello Yin e Yang ottenuta componendo la circonferenza di raggio {\displaystyle 2\pi } con la curva di equazione polare {\displaystyle \rho ^{2}=\theta (4\pi -\theta )}